# Убей меня позже
«Убей меня позже» (англ. Kill me later) — фильм режиссёра Даны Ластиг, вышедший на экраны в 2001 году.

## Сюжет
Главные герои фильма — девушка Шоун, страдающая от одиночества и бессмысленности своего существования, и  Чарли, в прошлом угонщик машин, в настоящий момент совершающий ограбление банка. По ходу сюжета фильма, герои встречаются, вместе преодолевают трудности и понимают, что не могут друг без друга.
Шоун никогда не была счастливым ребёнком. Отец ушёл из семьи, когда ей было 11 лет, мать спилась и умерла, а теперь девушка работает в банке и встречается со своим женатым шефом Мэтью, которому на неё глубоко наплевать. Понимая, что и родной отец, и любовник, и кто бы то ни было совершенно ни во что её не ставят, она решает покончить жизнь самоубийством.
В это время на банк, в котором она работает, нападают трое неизвестных в масках. Но полиция, прибывшая на вызов по причине того, что на крыше стоит самоубийца, мешает им осуществить план «чисто»; в результате, один из бандитов —Билли— скрывается на машине вместе со всеми деньгами; ещё одного —старика Джейсона— ранит офицер полиции, а третий —Чарли,— убегая от полиции, берёт на крыше здания «заложницу». Пообещав Шоун убить её позже, если только она поможет ему выбраться из банка и улизнуть от полиции, Чарли удаётся исчезнуть. Но он вовсе не собирается убивать девушку, поэтому обещает заплатить ей 41 327 долларов, — именно такую сумму просит Шоун, ибо именно столько её отец истратил на неё за всю жизнь.

Герои узнают друг друга лучше. Чарли вышел из бедной семьи. Любимая женщина не дождалась его из тюрьмы, а его дочку воспитывает другой мужчина. Шоун в юности была полна надежд и планов, но потом поняла их бессмысленность.

Шоун просит Чарли взять её с собой в Венесуэлу, — у героя для этого уже готова яхта, но он не может, боится. Она решает покончить с собой, прыгнув с моста, — но тоже не может решиться. В конце концов, герои вновь находят друг друга и вместе прыгают с моста.

В финале фильма — они оба стоят на берегу озера, улыбающиеся и счастливые.

## Цитаты
- — Ой, от тебя воняет, как от моей тёти Маргарет; когда ты бросишь курить?

— А зачем ты вообще целуешься со своей тётей Маргарет?
- — Убить тебя мало!

— Да, ты прав!
- Неужели непонятно, что глупо преступать закон?
- 2 и 2 всегда 4, неважно красив ты или уродлив, глуп или умён. Что бы ни творилось вокруг, цифрам можно доверять.
- — Если я сдамся, будешь меня ждать?

— Хоть миллион лет!